# Kedja

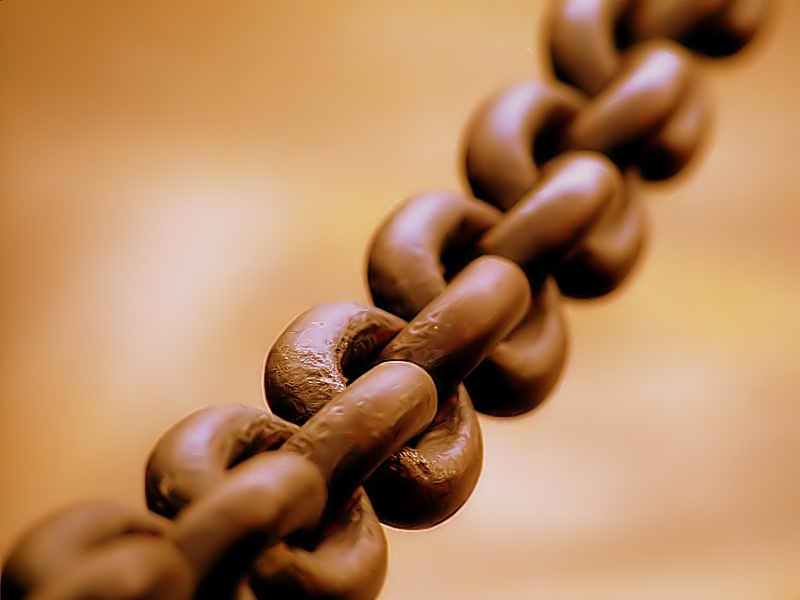
Kätting.

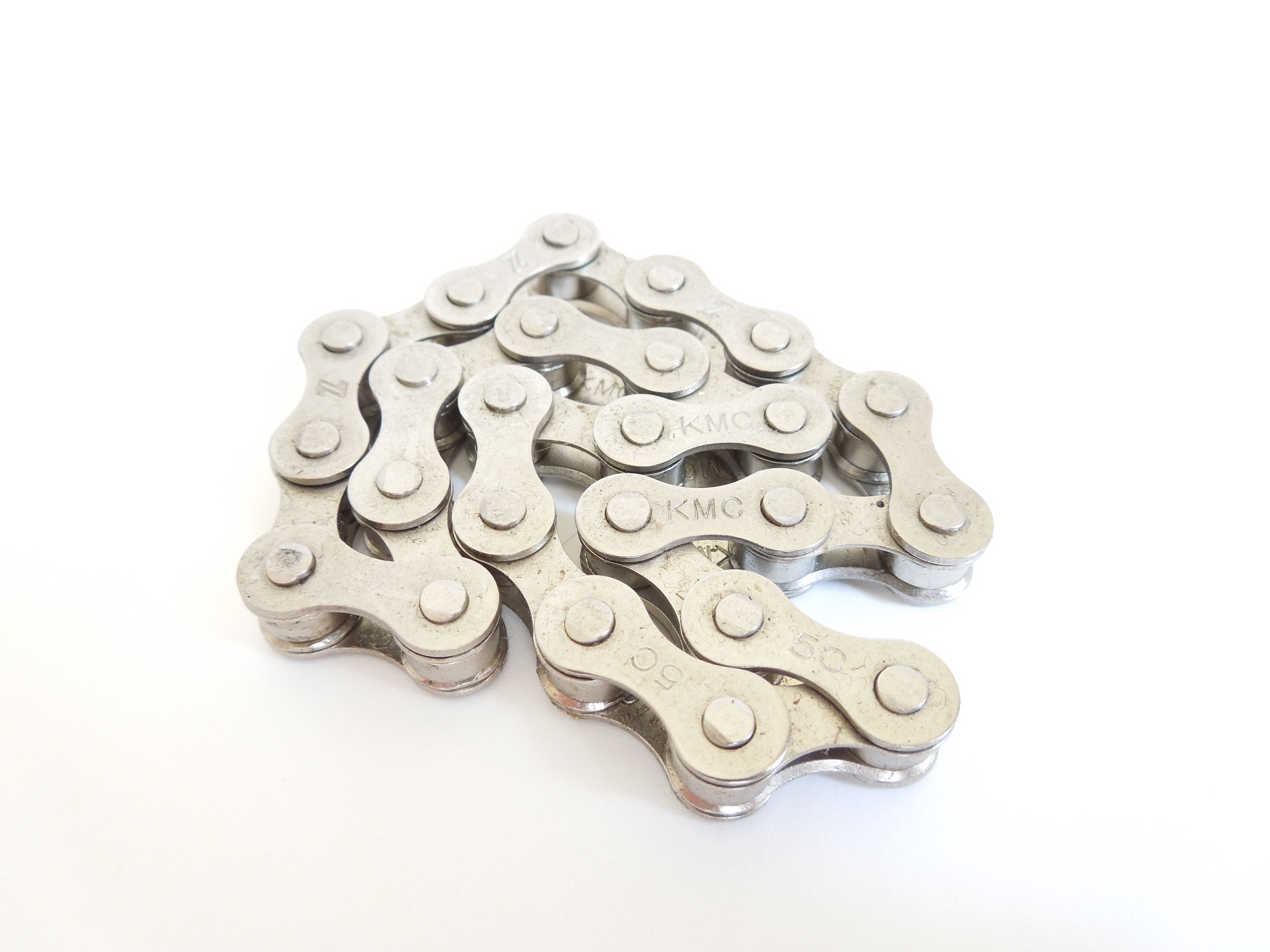
En del av en typisk cykelkedja.

Kedja är en teknisk anordning som består av ett antal sammanlänkade "länkar". Kedjor används bland annat i hissverk eller för att överföra kraft från ett maskinelement till ett annat (transmissionskedjor) eller för upphängning av diverse föremål (fästkedjor).
Grövre typer av ringkedjor kallas kätting. Efter tillverkningssättet skiljer man på kedjor med slutna länkar, där länkarna inte kan hakas ur varandra, och kedjor med öppna länkar, där detta kan ske. Bland kedjor med slutna länkar märks bland annat ringkedjor som består av ringar vars ändar hopsatts genom lödning eller svetsning (ibland även nitning) eller av byglar av ståltråd eller pressad plåt. Till denna kategori räknas även slejfkedjan. Dessa typer av kedjor är böjliga i alla riktningar.

## Olika typer kedjor
Rullkedjan är en typ av sluten länkkedja som vanligtvis används för kraftöverföring mellan maskinelement. Den kanske vanligaste typen av rullkedja används till cyklar.
Tandkedjor är en relativt ovanlig typ av kedja som består av tandade element som griper in i ett kedjehjul, ungefär som en kuggstång griper in i ett kugghjul. Tandkedjans fördelar är mycket tyst gång (på engelska kallas den silent chain), lång livslängd eftersom tänderna griper in i kugghjulet nästan friktionsfritt, samt hög verkningsgrad (upp till 98 %). Tandkedjor används främst vid kraftöverföring med särskilda specifikationer om hastighet, ljudnivå eller andra speciella krav.
En annan typ av kedja är transportörkedjor. Denna typ av länkkedja används som namnet antyder för att transportera gods eller komponenter i fabriker, till exempel i fordonsindustrier eller i bryggerier.
Smyckeskedjor är en sluten länk- eller ringkedja som bärs kring halsen eller runt fot- eller handleder (se armband). Smyckeskedjan används ofta för att bära upp ett smycke, men kan även användas utan medaljonger eller andra tillbehör.
Ankarkättingar och andra grövre ringkedjor har ibland ett tvärgående stag. Den här typen av kätting kallas "stagad" eller "stolpad" kätting. Staget gör dels att länkarna inte deformeras vid hög belastning, och dels att kättingen löper mindre risk att "trassla sig".
Bland öppna kedjor finns bland annat ringkedjor där länkarna inte är svetsade eller lödda, utan endast hopböjda, samt hakkedjor med tillböjda trådbitar som krokas fast i varandra.

## Tillverkning av ringkedjor
Den klassiska metoden går ut på att råmaterialet, t.ex. rundjärn, kapas i passande längder och böjs på mitten till U-form. Därefter böjs ändarna inåt mot länkens mittlinje, och svetsas, löds eller välls ihop. I den färdiga länken träder man in ett nytt länkämne, varefter processen upprepas. Den vanligaste metoden för att foga samman grövre järn- eller stålkedjor är svetsning, medan lödning oftast används för tunnare kedjor, till exempel smyckeskedjor.
Modern industriell tillverkning av kedjor sker genom att länkarna skärs ut med laser eller valsas direkt ur råmaterialet, ungefär som när kedjor av ben eller trä ska tillverkas. Eftersom länkarna inte har en svets- eller lödfog, har de avsevärt större hållfasthet än konventionellt tillverkade länkar.

## Historik
Det går inte att med säkerhet avgöra när kedjor började användas. Vid utgrävningar i Mosul 1860 fann man bland smältstycken från den fornassyriska tiden även svetsade kedjor, vilka är de äldsta kända ringkedjorna. I Nydanas mosse (Danmark) har man funnit rester av ett romerskt pansar med nitade länkar. Nitade länkar, till skillnad från svetsade, har använts ända in i tidig medeltid. Att länkkedjor med plåtlänkar inte är en nutida uppfinning, framgår av att Christopher Polhem använde "sprintkedjor" till vindbryggorna vid Christopher Polhems sluss. För övrigt återfinns denna typ av kedjor i de förr använda spindelurens mekanism. Dessa kedjor var utförda av mycket tunna stållameller, hopnitade med en lamell mellan två andra lameller.

## Galleri

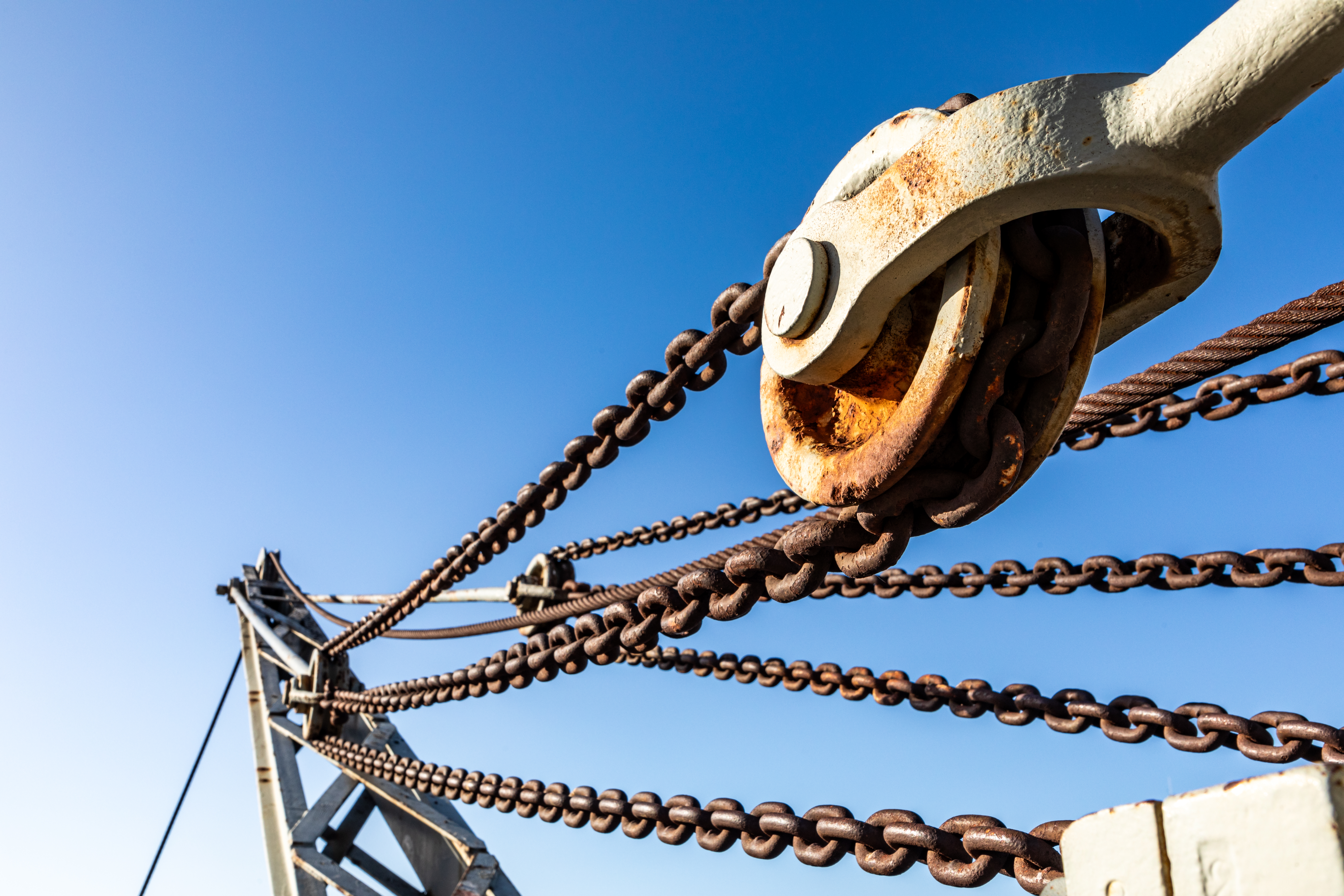
Kätting i kran i hamnen i Kapstaden.
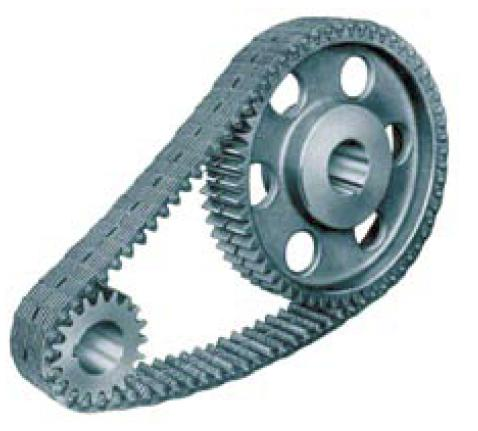
Tandkedja.
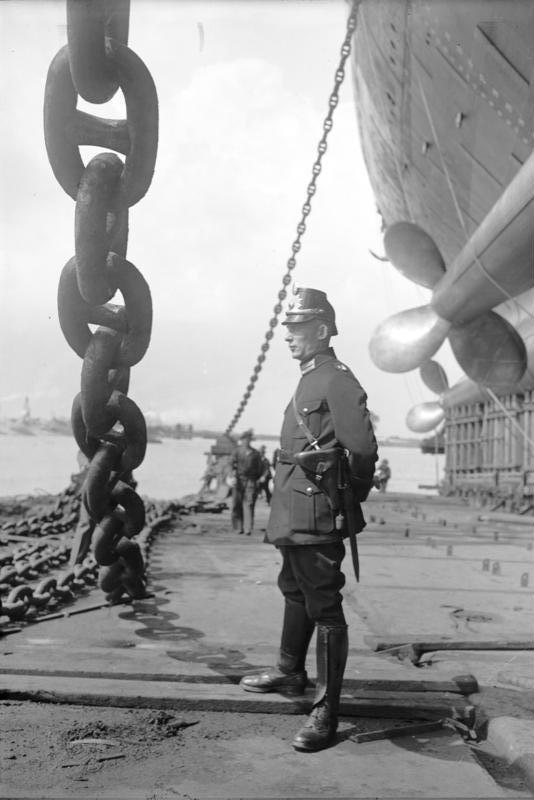
Kättingar på en tysk ångare 1928.